# 버넌역
버넌역(Vernon)은 로스앤젤레스 군 광역철도의 파란선역 중 하나이다.
로스앤젤레스의 버넌 애비뉴(Vernon Avenue) 교차로 근처 롱비치 애비뉴 (Long Beach Avenue)의 중앙부의 섬식 승강장으로 이루어졌으며, 버넌 경계에서 1km 떨어져 있다.
파란선 건설 이전에 버넌 애비뉴(Vernon Avenue)는 퍼시픽 전기철도(Pacific Electric Railway) 노선의 중요한 환승지점이었다. 롱비치, 왓츠, 휘티어, 샌피드로 노선을 포함한 남부 지역의 모든 노선은 로스앤젤레스 철도의 V선과 교차하는 버넌 애비뉴에서 정차했다.

### 역 구조
| 승강장 | 파란선                          | ← 슬로우슨 역 Slauson Station ← 다운타운 롱비치 역행 (종착점행)        |
| 승강장 | 섬식 승강장, 왼쪽 출입문이 열림 |                                                                        |
| 승강장 | 파란선                          | → 워싱턴 역 Washington Station → 7th 스트리트/메트로센터 역행 (기점행) |

## 서비스

### 열차 운행 정보
파란선 운행 시간은 매일 오전 4시부터 오전 1시 까지이다.

### 연결 가능한 대중교통
- 메트로 로컬: 105, 611
- LADOT DASH: Pueblo Del Rio, Southeast

## 인근 역세권
- 제퍼슨 고등학교(Jefferson High School)
- 푸에블로 델 리오 주택 단지(Pueblo Del Rio Housing Complex)
- 프레드 로버츠 공원(Fred Roberts Park)
- 로스 스나이더 레크레이션 센터(Ross Snyder Recreation Center)
- 앨라매다 스왑 밋(Alameda Swap Meet)